# Zorion Eguileor
Zorion Egileor Bilbao (Mundaca, Vizcaya, 15 de marzo de 1946) es un actor, cantautor y locutor español, reconocido principalmente por interpretar el papel de Trimagasi en la película de 2019 El hoyoy su precuela de 2024 El hoyo 2.

## Carrera
Egileor se inició en el cine y la televisión en la década de 1990, en la que registró apariciones en producciones como Salto al vacío y Qué grande es el teatro. En la década de 2000 apareció en películas como La voz de su amo, Visionarios y La felicidad perfecta, y en el seriado de RTVE Cuéntame cómo pasó. Tras registrar apariciones en producciones como Mi querido Klikowsky, La que se avecina, El tiempo entre costuras y Estoy vivo en la década de 2010, Egileor obtuvo reconocimiento internacional al interpretar uno de los personajes principales en la película de terror y ciencia ficción El hoyo (2019), dirigida por Galder Gaztelu-Urrutia y estrenada en la plataforma Netflix en marzo de 2020.
Además de su carrera como actor, Egileor se ha desempeñado como cantautor y locutor de radio, realizando un programa llamado Amigos en Radio Popular de Bilbao.

## Filmografía destacada

### Cine
- 2024 - El hoyo 2
- 2022 - Viejos
- 2022 - Objetos
- 2020 - Ilargi guztiak
- 2019 - El hoyo
- 2015 - Pikadero
- 2015 - La matanza
- 2015 - Domingo, el amanecedor (cortometraje)
- 2014 - Anómalo (cortometraje)
- 2013 - La buena hija
- 2012 - Hamaiketakoa (cortometraje)
- 2010 - Estrellas que alcanzar
- 2010 - En 80 días
- 2009 - La felicidad perfecta
- 2006 - La sombra de nadie
- 2001 - Visionarios
- 2001 - La voz de su amo
- 1995 - Salto al vacío

### Televisión
- 2019 - La caza: Monteperdido
- 2017 - Estoy vivo
- 2013 - El tiempo entre costuras
- 2013 - Niños robados
- 2013 - La que se avecina
- 2010 - Mi querido Klikowsky
- 2007 - Cuéntame cómo pasó
- 1999 - ¡Qué grande es el teatro!